# BM Ciudad Encantada
BM Ciudad Encantada (pełna nazwa:Club Deportivo Básico Balonmano Ciudad Encantada) – męski klub piłki ręcznej z Hiszpanii, powstał w 1989 roku w Cuence. Klub występuje w hiszpańskiej Lidze ASOBAL. Obecnie występuje pod nazwą Cuneca 2016. W latach 2008–2010 barw drużyny bronił Polak Dawid Nilsson.